# 两种自由概念
《两种自由概念》（Two Concepts of Liberty）是以赛亚·伯林在1958年10月31日在牛津大学进行的就职讲演。该文随后被作为57页的单行本发表，也被收入伯林的《四论自由》（Four Essays on Liberty）一书。在该文中，伯林区分了两种自由的概念，即消极自由（negative liberty）和积极自由（positive liberty），他认为“消极自由”是“免于……”的自由，而“积极自由”是“去做……”的自由。“积极自由”在政治上是危险的，因为它诱使统治者“为了自身利益”而削弱人们的消极自由。

这篇文章因为其对政治哲学采用的分析态度而为当代政治哲学重新引入了分析的方法，它也是伯林对自己持有的伦理价值多元论的首次表述。伯林将“消极自由”（也即托马斯·霍布斯笔下的自由概念）描述为免于外部社会的强迫或干涉，从而执行私人事务的自由。但同时，伯林也将这个概念引向一个相对更新的政治观点，这个观点源于古希腊诸学派，从17世纪晚期开始重新受到人们的关注，伯林在一篇引文中写道：
对欧塔尼斯而言，他既不希望统治他人，也不希望被他人统治——这与亚里士多德推崇的公民自由正好相反......（这个观点）一直被人忽略，直到伊壁鸠鲁将它整理，但仍未得到发展......应该说这个观点还未明确的孕育出来。

## 概述

### 积极自由
积极自由关注是“谁”或是“什么”控制或干涉某个个体的所作所为，迫使他选择某个行为或是向某个方向发展。所以，积极自由更多是关于自我管理。伯林认为两种自由都分别代表了人类所持有的部分理念，并且它们都是文明社会不可缺少的因素。

### 消极自由
消极自由关注的是主体（个人或团体）行为的边界，它旨在探讨在什么情况下，主体可以不受他人干涉而被允许去完成自己的目标。对伯林而言，消极自由代表了一种特殊的、甚至可能相互矛盾的对自由概念的理解，而他也认为，自由需要的是更加细致的研究。该种自由的拥护者（例如托克维尔、康斯坦、孟德斯鸠、约翰·洛克、大卫·休谟以及约翰·密尔等，他们同时也支持克律西波斯对民族自决的理解）坚称，约束与限制是对自由的违背，所以他们并不像理性主义者或是极权主义拥护者那样将自由与限制混为一谈。伯林指出，这种消极自由的概念是现代社会历来对自由的广泛认知，有时它取代了积极自由，或甚至站在积极自由的对立面。伯林认为，消极自由的理念是现代自由主义最显著的特征之一，他说：
自由主义的缔造者——密尔和康斯坦——不愿止步于这最小限度的自由：他们需要与社会生活最低标准相符的，最大程度的自由。那么似乎这种对自由的极端要求就只能在极小部分拥有高度文明，有强大自我认知的人类群体中达成了。